# Wohlenberger Wiek

Die Wohlenberger Wiek als Teil der Wismarer Bucht

Die Wohlenberger Wiek ist eine halbrunde Bucht im Südwestteil der Wismarbucht an der Ostseeküste Mecklenburg-Vorpommerns. Benannt wurde sie nach der kleinen Ansiedlung Wohlenberg, einem Ortsteil der Stadt Klütz südlich der Bucht. 

## Geographie
Die Wohlenberger Wiek wird im Norden durch die frühere (Halb-)Insel Lieps abgegrenzt, die sich vom Naturschutzgebiet der Tarnewitzer Huk über fünf Kilometer nach Westen erstreckt. Die Bucht verfügt über eine 100 bis 300 Meter breite Flachwasserzone mit Tiefen unter einem Meter, welche dann sehr schnell bis auf Tiefen von fünf bis zehn Meter abfällt. An der Südseite fallen bei Niedrigwasserlagen breite Zonen der Wiek trocken. Südlich des Tarnewitzer Huks mündet als einziger nennenswerter Zufluss der Tarnewitzer Bach in die Bucht.
Die Südküste der Bucht bildet eine lange, flache Sandküste mit Dünen. Das Westufer ist ein fast drei Kilometer langes durchgehendes Kliff bis südlich Tarnewitzer Huk mit schmalem, vorgelagerten Strand. Auch an der Ostküste gibt es ein niedriges Kliff, das nicht durchgängig ist. Diese beiden Ufer sind meist steinig und teilweise mit Salzröhricht bewachsen. An der Ostküste gibt es zwei Campingplätze und im südlichen Teil den Campingplatz ostseequelle.camp mit einem Badestrand sowie ausgewiesenem Windsurfrevier, welches auch gerne zum Kitesurfen genutzt wird.

## Flora und Fauna

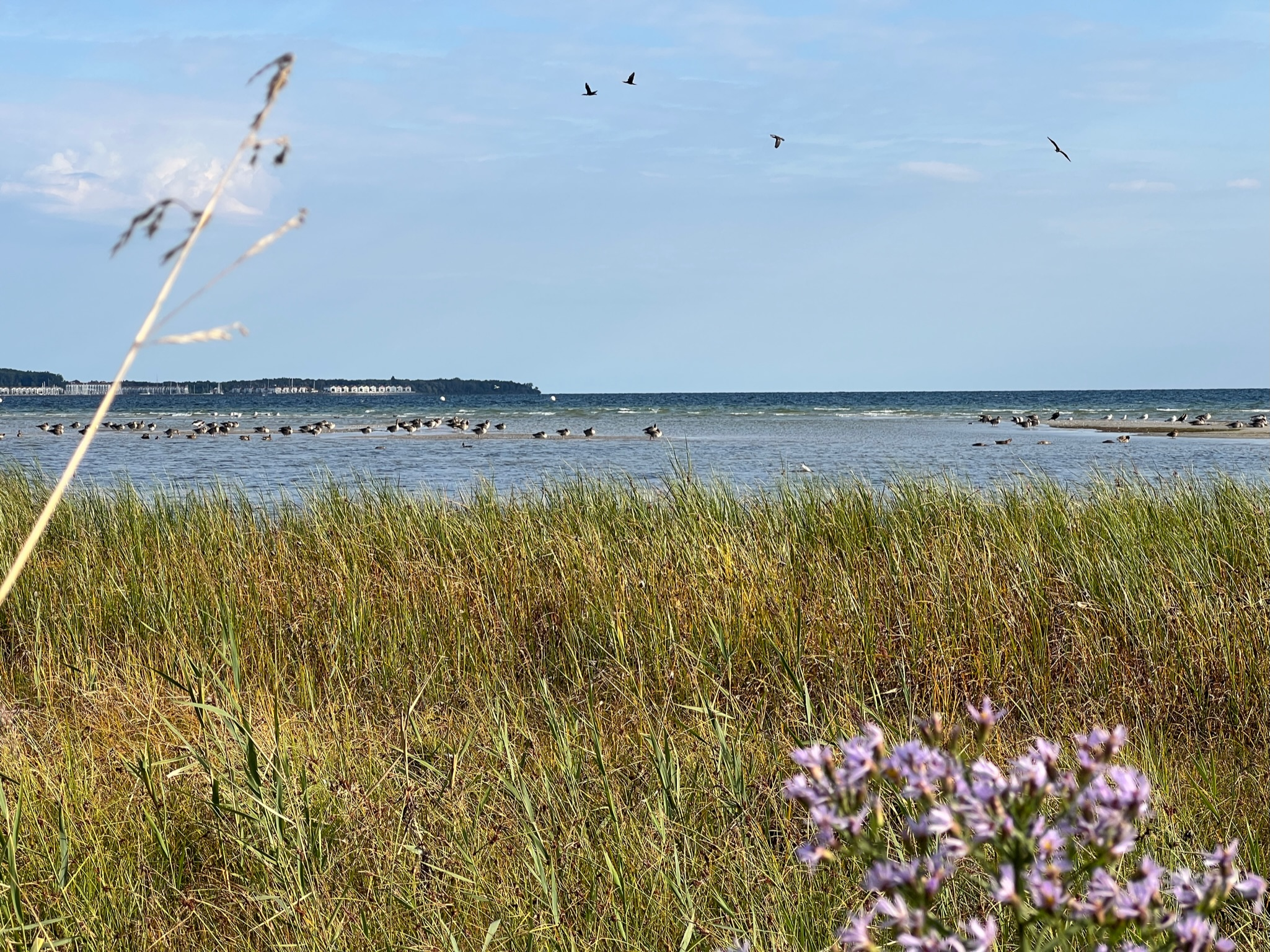
Blick von der Wohlenberger Wiek auf die Weiße Wiek

Trotz der kargen Vegetation ist die Tierwelt der Bucht vielfältig und individuenreich. Ganzjährig sind Wat- und Wasservögel zu beobachten. Am Tarnewitzer Huk ist ein Naturschutzgebiet ausgewiesen. In den dortigen Kliffs bauen Uferschwalben ihre Wohnröhren. Es gibt auch Vorkommen an Graugänsen, Graureihern und Rabenvögeln, Möwen und Seeschwalbenarten. Gründelenten und meist ganzjährig Singschwäne, Große Brachvögel und Höckerschwäne sind ebenfalls in der Bucht zu finden. Im Winterhalbjahr finden hier auch Eider- und Bergenten ein Zuhause.
Die Wohlenberger Wiek wird von Alpenstrandläufern, Sandregenpfeifern, Kiebitzen und anderen Zugvögeln als Zugrast auf dem Weg in ihre nördlichen Brutgebiete genutzt. Diese Vogelarten finden in den Windwattflächen und im Flachgewässer genug Nahrung in Form von Krebstieren, Muscheln, Wattwürmern, Algen, Jungfischen und Insekten.

## Wirtschaft und Verkehr
Das Gebiet der Wohlenberger Wiek ist landwirtschaftlich und touristisch geprägt. Das dreifache Campingplatz-Angebot wird durch eine vielfältige Gastronomie ergänzt. Durch das starke touristische Angebot erreicht die Wohlenberger Wiek häufig höhere Übernachtungszahlen als die Stadt Wismar. Direkt an der Wohlenberger Wiek verläuft die L01, die das Gebiet mit Boltenhagen und Wismar verbindet.

## Galerie

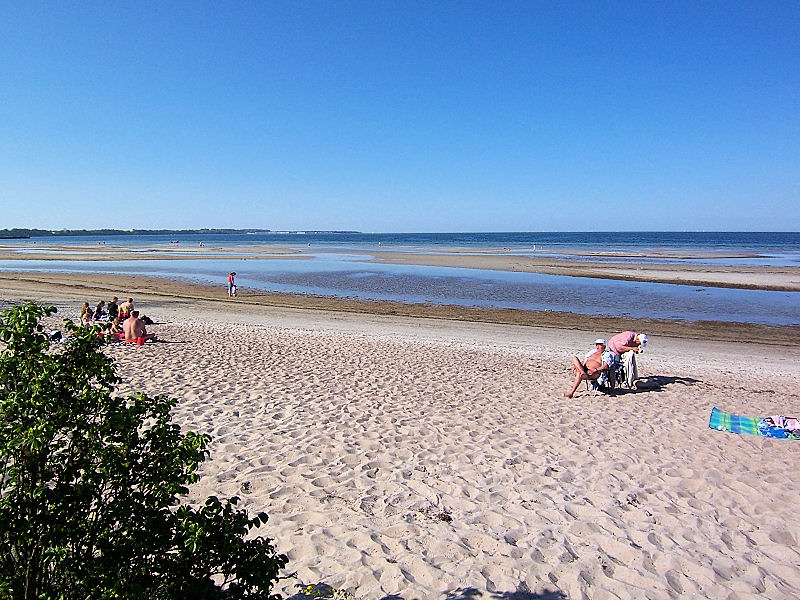
Flachwasserzone an der Wohlenberger Wiek
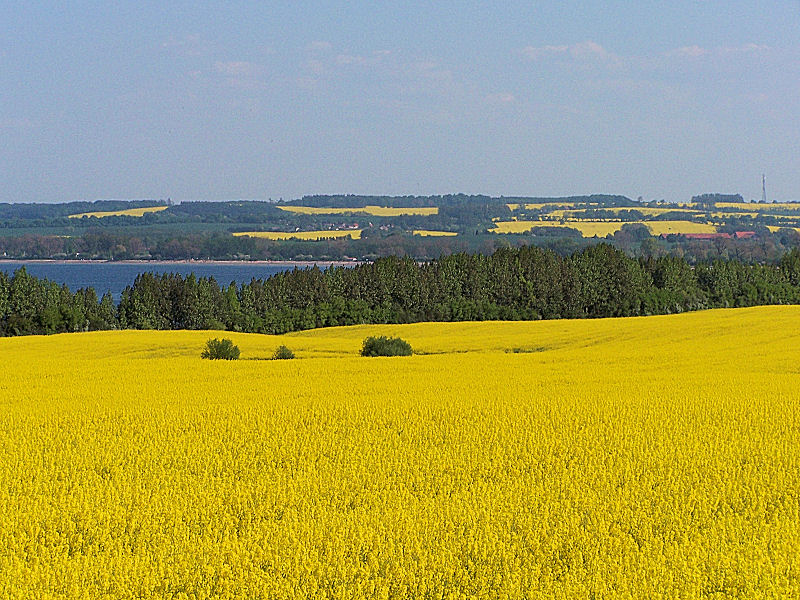
Landschaft an der Wohlenberger Wiek
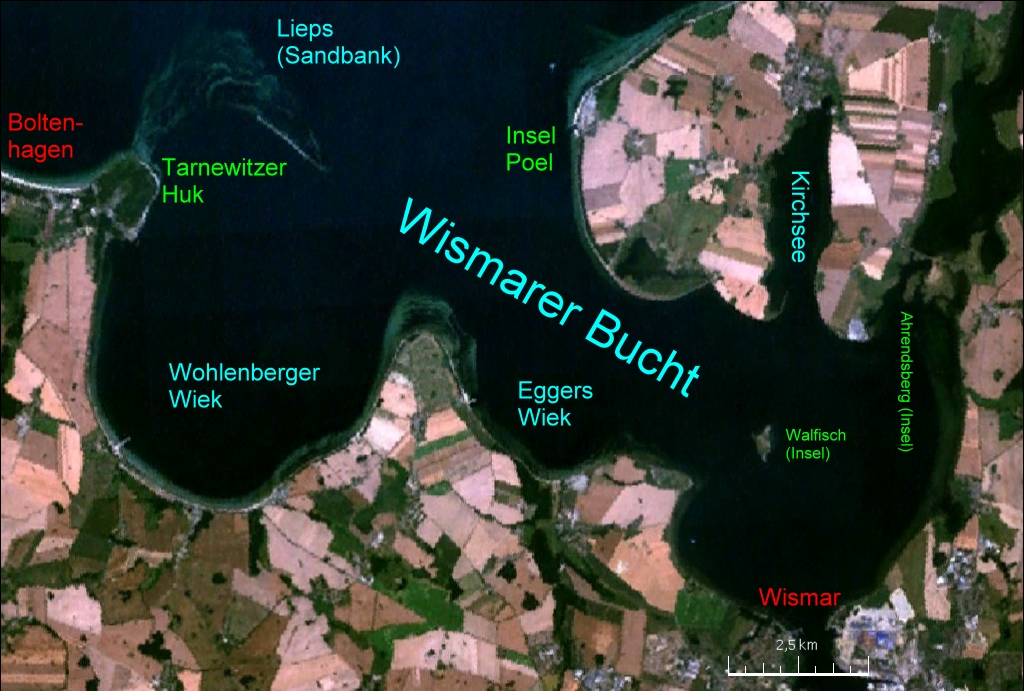
NASA-Satellitenbild
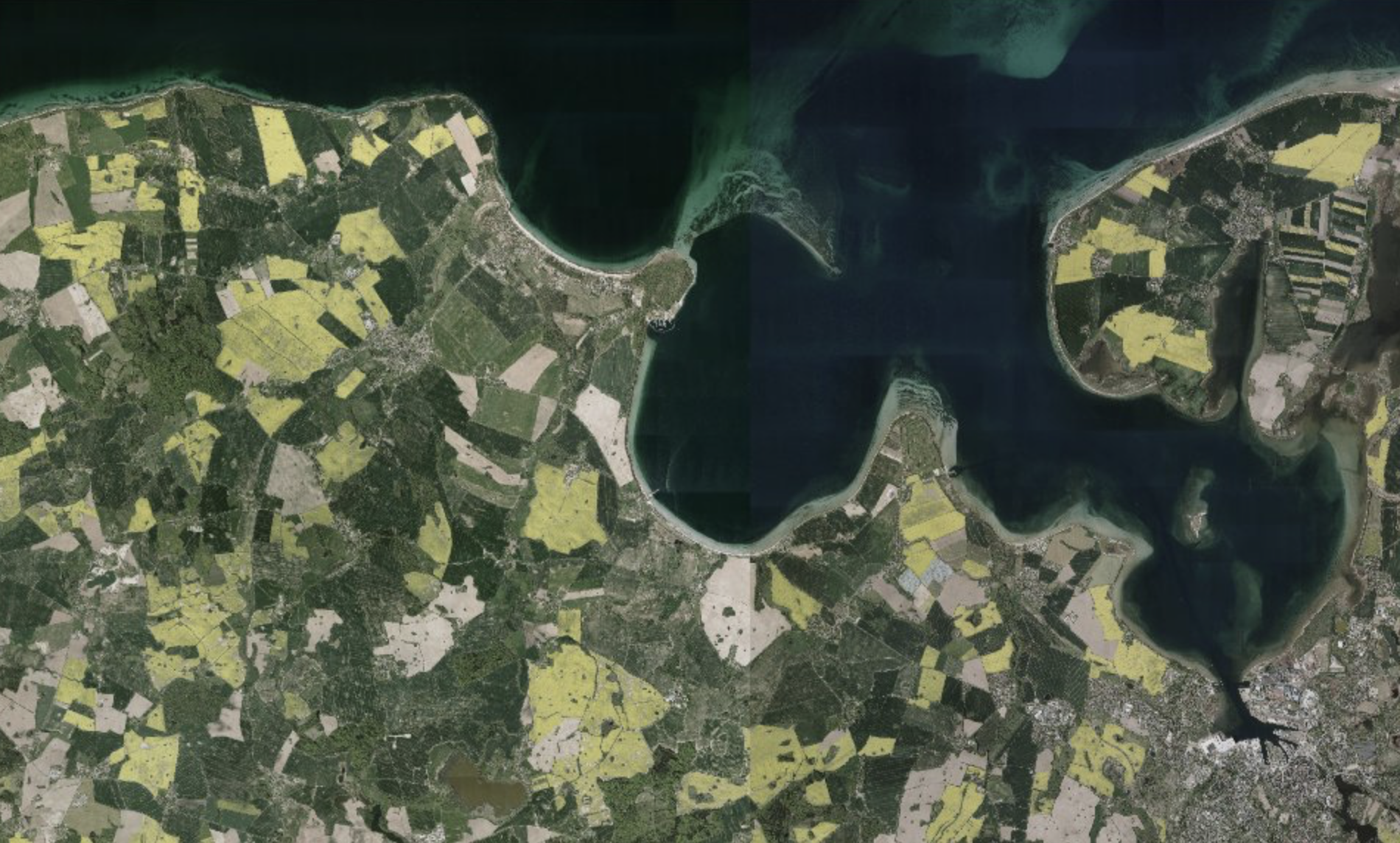
Luftbild 2022
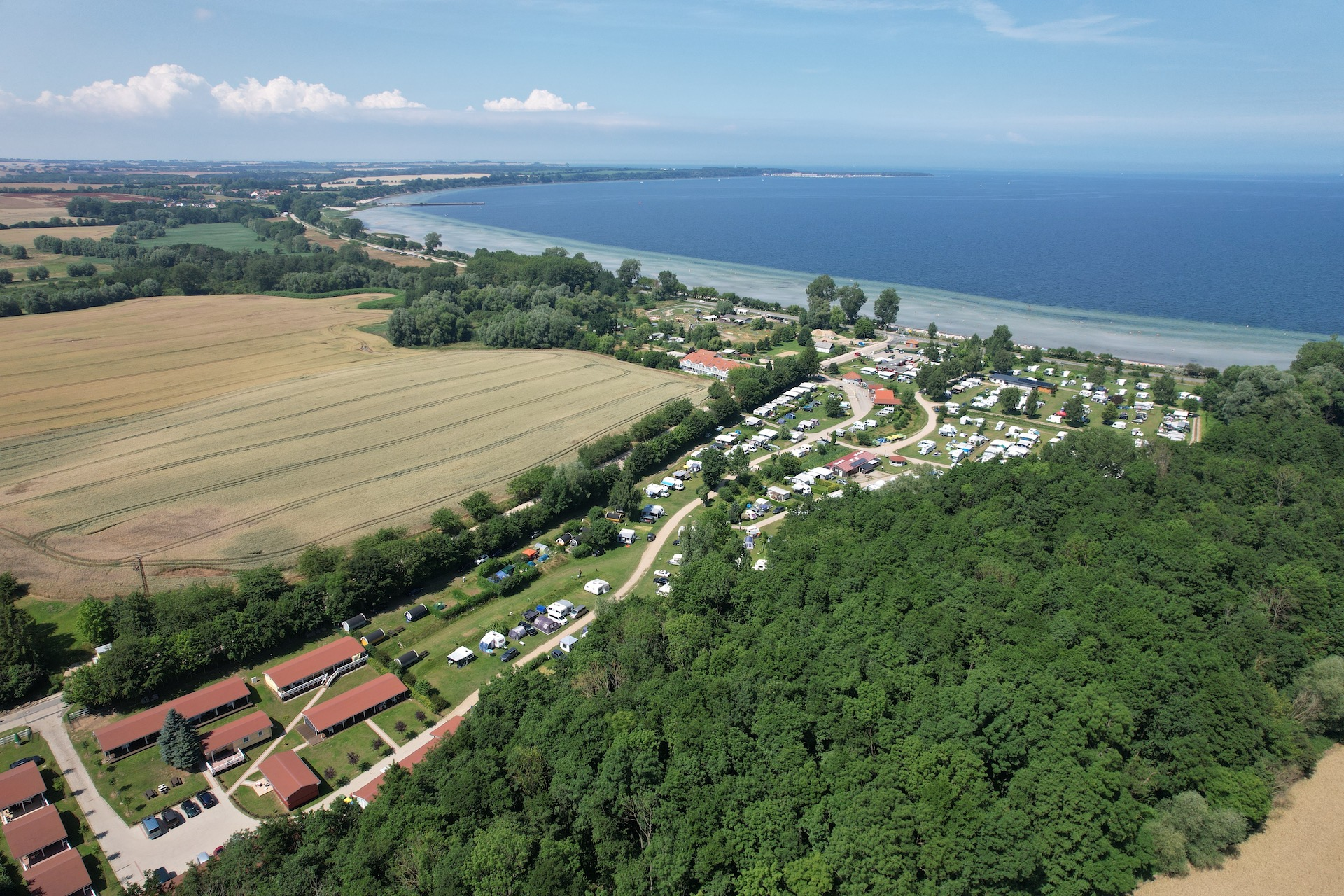
Blick auf die Wohlenberger Wiek